# Humlebæk Sogn
Humlebæk Sogn er et sogn i Fredensborg Provsti (Helsingør Stift).
Humlebæk Kirke blev indviet i 1868. I 1933 blev Humlebæk Sogn udskilt fra Asminderød Sogn, som hørte til Lynge-Kronborg Herred i Frederiksborg Amt. Asminderød-Grønholt sognekommune inkl. Humlebæk blev ved kommunalreformen i 1970 indlemmet i Fredensborg-Humlebæk Kommune, der ved strukturreformen i 2007 indgik i Fredensborg Kommune.
I sognet findes følgende autoriserede stednavne:
- Dageløkke (bebyggelse, ejerlav)
- Humlebæk (bebyggelse, ejerlav)
- Krogerup (bebyggelse)
- Laveskov (bebyggelse)
- Nederste Torp (bebyggelse, ejerlav)
- Ny Humlebæk (bebyggelse)
- Nybo (bebyggelse)
- Sletten (bebyggelse, ejerlav)
- Storemose (bebyggelse)
- Toelt (bebyggelse, ejerlav)
- Torpen (bebyggelse)
- Øverste Torp (bebyggelse, ejerlav)